# Lydia Thompson (rugbista)
Lydia Bee Thompson (Stourbridge, 10 febbraio 1992) è una rugbista internazionale per l'Inghilterra, tre quarti ala del Worcester, vincitrice della Coppa del Mondo 2014 e finalista in altre due edizioni della Coppa.

## Biografia
Nativa di Stourbridge, villaggio nel West Midlands a circa 20 km da Birmingham, Thompson iniziò a giocare a rugby a 11 anni e si formò scolasticamente tra Wombourne (Staffordshire) e il King Edward VI College, di nuovo a Stourbridge per poi intraprendere studi universitari all'università di Derby in terapia occupazionale.
Nel 2010, terminata la trafila delle giovanili nella sua città d'origine, fu ingaggiata da Worcester e, nel 2012, debuttò per l'Inghilterra maggiore a Rovereto nel campionato europeo marcando tre mete alla Spagna nel suo incontro d'esordio e laureandosi campionessa continentale oltre che miglior realizzatrice di punti e mete del torneo.
Nel 2013 esordì anche nel Sei Nazioni e, nel 2014, fece parte della squadra che prese parte alla Coppa del Mondo in Francia, competizione che, pur vinta, dovette abbandonare dopo un solo incontro disputato perché si lesionò un muscolo inguinale durante il riscaldamento del prepartita con la Spagna.
Nel 2017 Thompson si aggiudicò il Sei Nazioni con l'Inghilterra autrice del Grande Slam e prese parte alla Coppa del Mondo 2017 in Irlanda in cui giunse fino alla finale di Belfast contro la Nuova Zelanda; malgrado le sue due mete personali nella gara decisiva, la squadra non riuscì a difendere il titolo, vinto 41-32 dalle Black Ferns.
Le prestazioni in Coppa del Mondo le valsero comunque l'inserimento tra le cinque candidate al riconoscimento di migliore giocatrice dell'anno, poi assegnato alla neozelandese Portia Woodman.
Nel 2018 ebbe una puntata nel rugby a 7 prendendo parte al relativo torneo ai XXI Giochi del Commonwealth in Australia conquistando il bronzo femminile con la squadra inglese. 
Fu poi in campo in almeno un incontro per ciascuno dei vittoriosi Sei Nazioni tra il 2019 e il 2022, tutti conquistati senza una sconfitta, e ricevette la convocazione per la Coppa del Mondo di rugby femminile 2021, tenutasi un anno dopo la data prevista a causa della pandemia di COVID-19; la squadra giunse per l'ennesima volta in finale (la sesta consecutiva, seconda per Thompson) e di nuovo contro la Nuova Zelanda all'Eden Park di Auckland.
Nel corso di tale incontro Thompson fu espulsa al 18' del primo tempo dall'arbitra scozzese Hollie Davidson per un placcaggio irregolare sulla neozelandese Portia Woodman; la squadra in 14 perse l'incontro a pochi minuti dalla fine.
Pochi giorni più tardi Thompson è stata squalificata per tre incontri da una commissione disciplinare per il fallo su Woodman.

## Vita privata
Dopo la laurea Lydia Thompson lavorò come terapista occupazionale in Gloucestershire per un'agenzia del fondo fiduciario del servizio sanitario nazionale (NHS).
Messa sotto contratto professionistico dalla RFU, mise temporaneamente da parte il suo lavoro ma nel 2020, con l'insorgenza della pandemia di COVID-19, presentò domanda d'ammissione nel NHS per fare fronte al bisogno di personale sanitario; suo marito è anch'egli terapista occupazionale.

## Palmarès
- Coppe del mondo: 1
Inghilterra: 2014